# ステロイド糖尿病
ステロイド糖尿病は、膠原病などでステロイドを長期に内服したことによって生じる続発性糖尿病である。
ステロイド（糖質コルチコイド）作用の、肝臓の糖新生亢進作用、末梢組織のインスリン抵抗性の亢進、食欲増進作用が関わっているとされる。ステロイドを減量すれば軽快する。ステロイド糖尿病では通常の糖尿病と異なり、網膜症などの血管合併症が起こりにくいとされる。食後高血糖のパターンをとることが多く、入院中ならばインスリンやαGIといった経口剤を用いることが多い。